# Амхерст (Њујорк)
Амхерст (енгл. Amherst; : /ˈæmhərst/ⓘ) град је у америчкој савезној држави Њујорк, у округу Ири. Године 2010. имао је 122.366 становника; становништво се 2014. године процењује на 124.837.
Као највеће и најнасељеније предграђе Буфала, град Амхерст обухвата већину Вилијамсвила као и делове Егертсвила, Гецвила, Снајдера, Свормвила и Ист Амхерста. Град је на северу округа и граничи са делом канала Ири.
Амхерст је дом северног кампуса Универзитета у Буфалу, као и кампуса колеџа „Медај”, „Брајант и Стратон” и „Димен”.

## Демографија
По попису из 2010. године број становника је 122.366, што је 5.856 (5,0%) становника више него 2000. године.
| Група                             | 2000.   | 2010.           |
| Белци                             |         | 102.543 (83,8%) |
| Азијати                           |         | 9.667 (7,9%)    |
| Афроамериканци                    |         | 6.975 (5,7%)    |
| Хиспаноамериканци                 |         | 2.814 (2,3%)    |
| Домородачко америчко становништво |         | 244 (0,2%)      |
| Остали                            |         | 123 (0,1%)      |
| Укупно                            | 116.510 | 122.366         |